# Paris La Défense Arena
Paris La Défense Arena, nomeado U Arena até 12 de junho de 2018, é uma arena modular e versátil localizada em Nanterre, logo atrás do Arche de la Défense, inaugurada em 16 de outubro de 2017.
O maior local da Europa com capacidade máxima de cerca de 40.000 lugares para concertos, é o estádio residente do Racing 92, um clube da união de rúgbi da região de Ile-de-France que está entre os 14 melhores desde dezembro de 2017. O primeiro evento realizado foi um concerto dos Rolling Stones em 19 de outubro de 2017. Sediou os eventos de natação e a final de pólo aquático dos Jogos Olímpicos de Verão de 2024.

## História

Vista da Arena Paris La Défense em Nanterre, vista do Grande Arco em La Défense.

A arena Paris La Défense foi originalmente planejada para ser inaugurada em 2014, mas a data foi adiada devido a protestos locais (motivados por preocupações ambientais e urbanísticas). O local foi inicialmente projetado para ter um teto retrátil, mas acabou sendo construído com um teto fixo. 
A arena foi inaugurada em outubro de 2017, embora o Racing 92 tenha jogado sua primeira partida em casa no novo local apenas em 22 de dezembro de 2017, contra o Toulouse. O nome provisório da arena foi alterado de "Arena92" para "U Arena" em novembro de 2016, fazendo referência à configuração das arquibancadas principais e ao formato da estrutura quando vista do alto. O nome foi alterado uma segunda vez para o atual Paris La Défense Arena em 12 de junho de 2018, após um contrato de direitos de nomeação de 10 anos com a Paris La Défense, empresa responsável pela gestão do distrito comercial de La Défense.
Os Rolling Stones foram a primeira banda a se apresentar na arena, encerrando sua turnê No Filter Tour, exclusiva da Europa, com três shows nos dias 19, 22 e 25 de outubro de 2017. A primeira partida de rugby union no local ocorreu em 25 de novembro de 2017, entre França e Japão. Em 11 de março de 2018, os clubes franceses de basquete profissional Nanterre 92 e ASVEL Basket se enfrentaram em um jogo da temporada 2017–18 da LNB Pro A. O evento contou com 15.220 espectadores, registrando a maior audiência da história da liga. Em 2017, o Paris Supercross foi transferido de Bercy para Nanterre, pois a nova arena permitia um formato mais tradicional de Supercross, em vez de uma configuração de Arenacross.

## Ligação externa
- Página oficial